# EUPOL Afghanistan
La Missione di Polizia dell'Unione Europea in Afghanistan (in inglese European Union Police Mission in Afghanistan, comunemente nota come EUPOL Afghanistan) è stata una missione internazionale della Politica di sicurezza e di difesa comune del Servizio europeo per l'azione esterna dell'Unione europea in Afghanistan con compiti di addestramento degli appartenenti alla Polizia nazionale afghana e alla Polizia di frontiera afghana, nonché di supporto al Ministero degli affari interni, iniziata nel giugno 2007 e terminata il 31 dicembre 2016.

## Storia
La missione viene lanciata nel giugno 2007 istituendo il quartier generale a Kabul ed aveva unità al livello regionale e provinciale, come ad esempio per l'Italia presso Herat, che si occupavano della formazione delle forze di polizia Afghane oltre che a fornire consulenza al ministero degli affari interni Afghani per quanto riguarda le problematiche delle provincie e delle regioni.
La missione aveva circa 400 unità di personale internazionale e 220 collaboratori locali, guidati dal commissario Karl Åke Roghe ed ha avuto un costo stimato di circa 108.000.000,00€ tra il 1 giugno 2013 e il 31 dicembre 2014 nonostante il budget complessivo iniziale di 68.000.000,00€ per quell'anno.

### Obiettivi
Gli obiettivi principali della missione erano quelli di fornire una formazione adeguata delle forze di polizia per fargli avere un'appropriata interazione con il sistema giudiziario e di fornire supporto ad attuare riforme giudiziarie. Inoltre la missione aveva l'obiettivo di consigliare il ministeri degli affari interni, l'ufficio del procuratore generale e le province.
La missione ha altresì aperto un college per gli ufficiali della polizia ovvero il college di stato maggiore e gestione del crimine, che ha visto la partecipazione di 6000 studenti e 2000 investigatori nei 20 corsi erogati dall'apertura nel luglio 2010.

## Partecipanti

Paesi partecipanti alla missione Paesi dell'Unione Europea non partecipanti Afghanistan Paesi non partecipanti

I paesi partecipanti alla missione sono stati:
- Italia
  -  Carabinieri Training Unit Afghanistan (Arma dei Carabinieri);[5]
  -  Task Force Grifo (Guardia di Finanza).
- Rep. Ceca
- Danimarca
- Estonia
- Finlandia
- Francia
- Germania
- Ungheria
- Lettonia
- Lituania
- Paesi Bassi
- Polonia
- Romania
- Spagna
- Svezia
- Regno Unito
- Canada
- Croazia
- Norvegia
- Nuova Zelanda